# Grondwetscommissie
Een grondwetscommissie, ook wel constitutionele commissie, is een groep mensen die zich bezighoudt met het samenstellen of wijzigen van de Nederlandse grondwet, meestal bij koninklijk besluit aangesteld. De commissie heeft een tijdelijke functie en is in de meeste gevallen een staatscommissie.
De eerste twee grondwetscommissies hielden zich bezig met de Nederlandse grondwet  van 1814 en de herziening van 1815. Daarna hebben er verschillende andere commissies bestaan. Er hebben ook andere - bredere - commissies bestaan waarvan uit de adviezen bleek dat een grondwetsherziening nodig werd geacht.

## Commissie 1813-1814
Op basis van de Grondwet die in de Bataafs-Franse Tijd was ontworpen, moest een nieuwe grondwet opgesteld worden toen Nederland een onafhankelijk land was geworden. De eerste grondwetscommissie bestond van 21 december 1813 tot 2 maart 1814. De voorzitter van de eerste grondwetscommissie was Gijsbert Karel van Hogendorp. In december 1813 vormde hij het Voorlopig Bewind met Frans Adam van der Duyn van Maasdam. De Grondwet der Vereenigde Nederlanden kwam op 29 maart 1814 tot stand.
Leden van de commissie waren:
| - Frans Adam graaf van der Duyn van Maasdam - Gijsbert Karel graaf van Hogendorp - Gustaaf Willem baron van Imhoff - Willem Carel Hendrik van Lynden van Blitterswijk - Willem René baron van Tuyll van Serooskerken van Zuylen - Jhr mr Ocker Repelaer van Driel - I. Aebinga van Humalda | - W.F. Roëll - T.C. van Heerdt tot Eversberg - Mr Cornelis Theodorus Elout - Mr Apollonius Jan Cornelis baron Lampsins - Mr Felix van Maanen - Mr H.W. baron van Aylva van Waardenburg en Neerijnen - R. Metelerkamp (secretaris) |

## Commissie 1815
De grondwet moest in 1815 herzien worden nadat Noord- en Zuid-Nederland werden verenigd. De commissie bestond uit 22 leden, eerlijk verdeeld tussen de Noordelijke en Zuidelijke Nederlanden. Voorzitter was opnieuw Gijsbert Karel van Hogendorp.

## Commissie 1840
De grondwet moest herzien worden na de afscheiding van België. De Nederlandse Grondwet kwam tot stand.

## Commissie 1848
In 1998 werd gevierd dat de Nederlandse grondwet 150 jaar bestond, hoewel de grondwet veel ouder is. De Grondwetsherziening van 1848 die de commissie onder voorzitterschap van Thorbecke gemaakt is, was echter van grote invloed. Er kwamen rechtstreekse verkiezingen en ministeriële verantwoordelijkheid, parlementaire rechten werden uitgebreid en er kwam een mogelijkheid van Kamerontbinding.

## Commissies vanaf 1883
Vanaf 1883 hebben er 17 commissies bestaan.
| Naamcommissie, op basis van de naam van de voorzitter | Jaren actief | Jaar waarin de grondwet werd herzien op basis van het advies van de commissie | Officiële naam |
| ----------------------------------------------------- | ------------ | ----------------------------------------------------------------------------- | --- |
| Commissie-J. Heemskerk Azn.                           | 1883-1884    | 1884, 1887                                                                    | Staatscommissie tot Onderzoek der vraag, van welke bepalingen der Grondwet herziening noodzakelijk en thans raadzaam is                                                                               |
| Commissie-De Beaufort                                 | 1905-1906    |                                                                               | Staatscommissie tot het onderzoek der vraag, welke andere wijzigingen dan die van de artikelen 80, 127 en 143 nog in de Grondwet moeten worden gebracht                                               |
| Commissie-Th. Heemskerk                               | 1910-1912    |                                                                               | Staatscommissie tot Onderzoek van de vraag, welke wijzigingen in de Grondwet behoren te worden aangebracht                                                                                            |
| Commissie-Oppenheim                                   | 1913-1917    | 1917                                                                          | Staatscommissie tot onderzoek van de vraag, welk stelsel van evenredig kiesrecht voor onze vertegenwoordigende lichamen het verkieslijkst is                                                          |
| Commissie-Bos                                         | 1913-1916    | 1917                                                                          | Staatscommissie voor het Onderwijs |
| Commissie-Ruijs de Beerenbrouck                       | 1918-1920    | 1922                                                                          | Staatscommissie aan welke is opgedragen de voorbereiding van eene herziening van de grondwet |
| Commissie-De Wilde                                    | 1936         | 1938                                                                          | Staatscommissie, aan welke is opgedragen de voorbereiding van eene partieele herziening van de Grondwet                                                                                               |
| Commissie-Beel I                                      | 1946         | 1946                                                                          | Staatscommissie voor onderzoek naar de wenselijkheid van een wijziging van de Grondwet |
| Commissie-Van Walsum                                  | 1946-1967    |                                                                               | Staatscommissie voor de zaken van de Erediensten |
| Commissie-Beel II                                     | 1947         | 1948                                                                          | Staatscommissie, aan welke is opgedragen te onderzoeken of en in hoeverre ter voorbereiding van de hervorming van de staatkundige structuur van het Koninkrijk, verandering in de Grondwet gewenst is |
| Commissie-Van Schaik                                  | 1950-1954    | 1953, 1956, 1963                                                              | Staatscommissie ingesteld bij Koninklijk Besluit van 17-4-1950 |
| Commissie-Van Eysinga                                 | 1950-1951    | 1953                                                                          | Commissie nopens samenwerking tussen regering en Staten-Generaal inzake het buitenlandse beleid |
| Commissie-J. Donner                                   | 1953-1958    |                                                                               | Staatscommissie van Advies inzake het Kiesstelsel en Wettelijke Regeling der Politieke Partijen |
| Commissie-Kranenburg                                  | 1954-1955    | 1956                                                                          | Commissie van Advies inzake nadere Grondwetswijziging betreffende de buitenlandse Betrekkingen |
| Werkgroep-Proeve                                      | 1963-1966    | 1983                                                                          | Werkgroep-Proeve |
| Commissie-Cals/Donner                                 | 1967-1971    | 1972, 1983                                                                    | Staatscommissie van Advies inzake de Grondwet en de Kieswet |
| Commissie-Simons                                      | 1967-1969    | 1972                                                                          | Commissie belastingvrijdom Koninklijk Huis |